# ناوتو ماتسوؤو
ناوتو ماتسوؤو (باليابانية: 松尾 直人) (10 سبتمبر 1979 في واكاياما في اليابان – )؛ هو لاعب كرة قدم ياباني سابق كان يلعب كمدافع.

## وصلات خارجية
- ناوتو ماتسوؤو على موقع رابطة كرة القدم اليابانية للمحترفين (اليابانية)
- ناوتو ماتسوؤو على موقع قاعدة بيانات كرة القدم.إي يو (الإنجليزية)
- ناوتو ماتسوؤو على موقع Soccerway.com (الإنجليزية)
- ناوتو ماتسوؤو على موقع عالم كرة القدم.نت (الإنجليزية)